# La mia storia con il cioccolato
La mia storia con il cioccolato è un programma televisivo culinario italiano, in onda dal 2 febbraio 2019 su Food Network.

## Il programma
Nel programma Ernst Knam prepara le torte che ha ideato nella sua carriera, fornendo consigli utili per realizzarle al meglio. Ogni puntata è a tema e vede la realizzazione di due torte. L’ingrediente che non manca in ogni torta realizzata è il cioccolato.